# Sexy Parodius
Sexy Parodius (セクシーパロディウス, Sekushī Parodiusu) est un jeu vidéo de type shoot 'em up développé et édité par Konami en 1996 sur borne d'arcade Konami GX. C'est le cinquième volet de la série Parodius. Comme le reste de la série, il s’agit d’une parodie de la série Gradius et d’autres jeux Konami.

## Résumé
Takosuke le poulpe a monté une agence de services avec Pentarō le manchot. Les clients viennent faire une demande et l’agence envoie un ou plusieurs employés (les personnages jouables) faire le travail demandé. Seulement, Takosuke néglige son travail et préfère rêver de jolies filles. Son comportement est préjudiciable au fonctionnement de l’agence, aussi il se fait rappeler à l’ordre et se voit contraint de reprendre sa place au bureau, où il montre son ennui alors que les clients se succèdent. Takosuke finit par partir avec la caisse, poursuivi par les employés, mais finit bêtement écrasé, et une statue est érigée en sa mémoire.

## Système de jeu
Le système de jeu est globalement identique au reste de la série. Cet opus présente toutefois une innovation : le joueur se voit confier une mission pour tous les niveaux « normaux » ; pour les missions sur lesquelles le joueur peut échouer, cela peut influencer la suite du jeu. Cela est particulièrement vrai sur deux missions, qui amèneront le joueur sur des missions différentes selon que le joueur a réussi ou échoué.
Autre différence notable : le changement d’affectation de la cloche blanche. À la place d’un mégaphone, elle fait apparaître Alex, une sorte de Pac-Man qui est un auxiliaire précieux et qui attaque les ennemis ; il disparaît une fois qu’il n’a plus de points de vie ou qu’un autre cloche est obtenue.

## Niveaux
| Stage     | Contenu   | Mission                            | Motif de la demande et commentaire | Musique | Boss                                                                                  | Musique du boss |
| --------- | --------- | ---------------------------------- | --- | --- | ------------------------------------------------------------------------------------- | --- |
| 1         | Ferme     | Vaincre le boss                    | Le client se plaint que Corn Chiwa se comporte en tyran à la ferme. Il y a des ennemis globulaires qui grossissent quand on les attaque, des collines sauteuses qui font sortir des ennemis du sol. À la fin du niveau, si combat contre Corn Chiwa dure trop longtemps, il s’en va et la mission est alors considérée comme échouée. | Gontiti, Hokkaidō wa doko ni aru? Koko ni aru (pour des raisons de copyright, l’intro sur la version PSP a été changée) Frank Meacham, American Patrol Foster, My Old Kentucky Home                                     | Corn Chiwa                                                                            | Traditionnel allemand, Fuchs, du hast die Gans gestohlen                                                                               |
| 2         | Bain      | Collecter 300 pièces               | Le client se plaint qu’il s’est fait dépouiller de son argent. La vitesse de défilement est double dans ce niveau. Il faut trouver le parcours permettant de trouver le plus de pièces possible. La cloche blanche peut grandement faciliter l’accomplissement de cette mission. | Hermann Necke, Csikós Post | Tōtō Penguin                                                                          | Von Vallersleben, Summ, summ, summ (pour les premières notes) Fučík, Entrée des gladiateurs                                            |
| 3A        | Ryūgū     | Abbattre 200 tennins               | Le client se plaint de tennins qui l’ont séduit pour pouvoir le voler, il veut qu’on les punisse. Parodie de surface du soleil artificiel de Gradius II. Tirer sur une tennin la fait tomber et compte 1 ; tirer à nouveau détruit ses vêtements et compte encore 1. Beaucoup de tennins sont cachées dans les dragons et le boss. La cloche bleue peut se révéler très utile.                                                             | Yie Ar Kung-Fu (NES), « Start » Yie Ar Kung-Fu, musique de fond (Arcade) | Otohime                                                                               | Yie Ar Kung-Fu (NES) Emanuel Pugashov Amiran, Mayim Mayim (La version PSP a le morceau traditionnel russe Korobeïniki)                 |
| 3B        | Manoir    | Vaincre 100 rats                   | La cliente se plaint que les rats lui volent tout, elle demande qu’on les chasse. Il faut tuer les rats qui apparaissent un par un ou par grappes. Le boss peut paralyser temporairement le joueur avec ses rayons pétrifiants. | Castlevania, « Vampire Killer » A. Humpfat, Clarinet Polka (en:Clarinet Polka) | Medusa                                                                                | Castlevania, « Poison Mind »/ Brahms, Danses hongroises, cinquième danse                                                               |
| 4A        | Usine     | Sauver 50 filles                   | La cliente (une hôtesse sexy) vient annoncer que ses filles ont été enlevées, elle demande de l’aide. Il y a trois types de caisses : un avec un cœur et contenant une fille, un avec une tête de mort et contenant des ennemis, et un avec un point d’interrogation. Caisses et boulettes sont très nombreuses. | Paul Mauriat, El Bimbo (En dehors du Japon et sur PSP, c’est Mozart, Symphonie nº 40) | Hakonde Crane                                                                         | Bizet, opéra Carmen, « L'amour est un oiseau rebelle                                                                                   |
| 4B        | Mine      | Détruire 10 machines               | Le client (une sorte d’homme-navet) se plaint de drôles de machines qui font des trous partout, il veut qu’on les élimine. La difficulté réside surtout dans la complexité du terrain et du nombre de boulettes ennemies. | Traditionnel japonais, Tankō Bushi Traditionnel japonais, Hokkai bon uta (jp:北海盆唄) | Tanukō                                                                                | Ludwig van Beethoven, Symphonie nº 5, « Destin » Mozart, Une petite musique de nuit Traditionnel japonais, Genkotsu-yama no tanuki-san |
| 5         | Plante    | Collecter 300 pièces               | Le client a trouvé une carte au trésor, il propose de faire moitié-moitié. En plus des pièces ordinaires, il y a des pièces qui peuvent être prises indéfiniment tant que le personnage reste dessus. Le mur avant le boss ne peut être franchi qu’avec une cloche bleue ou verte. Candy Core a des similitudes avec Tetran de Gradius. | William Steffe, The Battle Hymn of the Republic Traditionnel français, Chanson de l'oignon. | Candy Core                                                                            | Gradius, « Aircraft Carrier » (Big Core)                                                                                               |
| 6         | Palais    | Rattraper Takosuke en 200 secondes | Takosuke s’est enfui avec la caisse ! Il faut le rattraper. On peut regagner du temps en battant des anges-cochons. Si le temps est expiré, la mission a échoué. Sur les barrières, le nombre de « core » augmente à chaque fois qu’ils sont tous détruits, jusqu’au moment où ils occupent toute la place. | Haendel, Musique sur l'eau, Suite n° 2, « Alla Hornpipe » Haendel, oratorio Messiah, « Hallelujah » Ivanov, Esquisses caucasiennes, « Cortège du Sardar »                                                               | « Portail » ×5                                                                        | |
| 6         | Palais    | Rattraper Takosuke en 200 secondes | Takosuke s’est enfui avec la caisse ! Il faut le rattraper. On peut regagner du temps en battant des anges-cochons. Si le temps est expiré, la mission a échoué. Sur les barrières, le nombre de « core » augmente à chaque fois qu’ils sont tous détruits, jusqu’au moment où ils occupent toute la place. | Haendel, Musique sur l'eau, Suite n° 2, « Alla Hornpipe » Haendel, oratorio Messiah, « Hallelujah » Ivanov, Esquisses caucasiennes, « Cortège du Sardar »                                                               | Kaori (non combattue)                                                                 | Gradius III, « Dark Force » (boss) |
| Aléatoire | Bossathon | Vaincre les boss                   | Eagle et Penguinovski annoncent qu’ils sont jaloux et qu’ils sont venus en groupe. On retrouve ici, sous la forme d’un bossathon, des boss déjà rencontrés dans Parodius. Hormis Cappuccino, les boss ont un schéma légèrement différent de l’original. Cette fois, il n’y a pas d’avant-garde de Zubs. Si le personnage perd une vie (en mode solo avec l’option semi-auto ou manuel), ou si le temps est écoulé, la mission est échouée. | | Cappuccino                                                                            | Mozart, Sonate pour piano nº 11, troisième mouvement, « Marche Turque »                                                                |
| Aléatoire | Bossathon | Vaincre les boss                   | Eagle et Penguinovski annoncent qu’ils sont jaloux et qu’ils sont venus en groupe. On retrouve ici, sous la forme d’un bossathon, des boss déjà rencontrés dans Parodius. Hormis Cappuccino, les boss ont un schéma légèrement différent de l’original. Cette fois, il n’y a pas d’avant-garde de Zubs. Si le personnage perd une vie (en mode solo avec l’option semi-auto ou manuel), ou si le temps est écoulé, la mission est échouée. | Captain Penguinovski | Rimski-Korsakov, Le Vol du bourdon                                                    | |
| Aléatoire | Bossathon | Vaincre les boss                   | Eagle et Penguinovski annoncent qu’ils sont jaloux et qu’ils sont venus en groupe. On retrouve ici, sous la forme d’un bossathon, des boss déjà rencontrés dans Parodius. Hormis Cappuccino, les boss ont un schéma légèrement différent de l’original. Cette fois, il n’y a pas d’avant-garde de Zubs. Si le personnage perd une vie (en mode solo avec l’option semi-auto ou manuel), ou si le temps est écoulé, la mission est échouée. | Eagle Washi Sabunosuke | Gradius II, « Take Care! » (boss)                                                     | |
| Aléatoire | Bossathon | Vaincre les boss                   | Eagle et Penguinovski annoncent qu’ils sont jaloux et qu’ils sont venus en groupe. On retrouve ici, sous la forme d’un bossathon, des boss déjà rencontrés dans Parodius. Hormis Cappuccino, les boss ont un schéma légèrement différent de l’original. Cette fois, il n’y a pas d’avant-garde de Zubs. Si le personnage perd une vie (en mode solo avec l’option semi-auto ou manuel), ou si le temps est écoulé, la mission est échouée. | Hot Lips | Offenbach, Opérette Orphée aux Enfers, ouverture (cancan)                             | |
| Aléatoire | Bossathon | Vaincre les boss                   | Eagle et Penguinovski annoncent qu’ils sont jaloux et qu’ils sont venus en groupe. On retrouve ici, sous la forme d’un bossathon, des boss déjà rencontrés dans Parodius. Hormis Cappuccino, les boss ont un schéma légèrement différent de l’original. Cette fois, il n’y a pas d’avant-garde de Zubs. Si le personnage perd une vie (en mode solo avec l’option semi-auto ou manuel), ou si le temps est écoulé, la mission est échouée. | Yūko | Chopin, Préludes, prélude n°7 Tchaïkovski, ballet Le Lac des cygnes, acte 2, scène 10 | |
| Spécial   | Spécial   | (néant)                            | Si vous réussissez toutes les missions, vous pouvez affronter ce niveau. La musique est un pot-pourri de Maniac na Shooting Game de Konami. À la fin du niveau, le joueur gagne un bonus d’un million de points par vie restante. | Konami Kukeiha Club, Maniac of shooting Gradius, « Challenger 1985 » Gradius II, « Air Battle » Flak Attack, « Counter Attack » Gradius II, « Crystal World » Trigon, « Sturdy wings » Gradius III, « Mechanical Base » | Sexy Alien                                                                            | Beethoven, La Lettre à Élise |

## Rééditions
- 1996 - PlayStation et Saturn;
- 2007 - PlayStation Portable dans la compilation Parodius Portable.